# ونتیدیوس کومانوس
ونتیدیوس کومانوس (لاتین: Ventidius Cumanus) والی و سرپرست رومی استان یهودیه از سال ۴۸ تا ۵۲ بعد از میلاد بود. تناقض و اختلاف در منابع باقیمانده از آن دوران میان آثار مورخ یهودی یوسف فلاوی و تاسیتوس رومی، سبب شده که امروزه به روشنی نمی‌دانیم حوزهٔ اقتدار او تنها بر بخشی از قلمرو بوده یا تمامی آن و میان مورخان معاصر اختلاف نظر وجود دارد.
دوران ریاست کومانوس با اختلافات میان سربازان او و جمعیت یهودیان زائر در تاریخ ثبت شده‌است. ونتیدیوس کومانوس در پاسخ به یک قتل‌عام ضد یهودیان در قلمرو سامری‌ها که منجر به درگیری خشونت‌آمیز و مرگبار یهودیان و سامریان شد، ناکام ماند. پس از تحقیق و تفحص اولیه‌ای که توسط فرماندار سوریه گائیوس یومیدیوس دورمیوس کوادراتوس صورت پذیرفت، کومانوس برای جلسه استماع به نزد امپراتور کلودیوس به رم فرستاده شد که وی را مسئول خشونت دانست و او را به تبعید محکوم کرد.